# Kerkhof van Étretat
Het Kerkhof van Étretat is een gemeentelijke begraafplaats in de Franse gemeente Étretat (departement Seine-Maritime) en ligt rond de Église Notre-Dame. Voor de oprijlaan naar de kerk staat een monument voor de gesneuvelde Étretains uit de beide wereldoorlogen.

## Oorlogsgraven
In december 1914 werd in Étretat het No.1 General Hospital (veldhospitaal) ingericht dat tot december 1918 in gebruik bleef. In juli 1917 werd het overgenomen door het No.2 (Presbyterian USA) Base Hospital Unit. Het bleef echter operationeel als een Brits hospitaal.
De eerste zeven militaire graven lagen aanvankelijke tussen de burgerlijke graven maar werden later verplaatst. In februari 1915 werden twee perken voorzien om Commonwealth gesneuvelden te begraven. Zij werden gebruikt tot december 1916 toen de uitbreiding (extension) in gebruik werd genomen.
Op het kerkhof liggen 265 gesneuvelden uit de Eerste Wereldoorlog. Onder hen zijn er 242 Britten, 16 Canadezen, 4 Australiërs, 3 Nieuw-Zeelanders en 1 Duitser. Deze graven worden onderhouden door de Commonwealth War Graves Commission en zijn daar geregistreerd als Etretat Churchyard.
Er ligt één Duitse gesneuvelde uit de Tweede Wereldoorlog begraven.
Zowel de Britse perken op het kerkhof als deze in de aangrenzende uitbreiding werden ontworpen door Reginald Blomfield.

### Onderscheiden militairen
- Lionel Beaumaurice Clarke, sergeant bij de Canadian Infantry werd onderscheiden met het Victoria Cross (VC). Op 9 september 1916 leidde hij in de omgeving van Pozières een aanval op een Duitse loopgraaf. Hij kon deze veroveren maar werd bij een tegenaanval door een bajonetsteek aan het been gewond. Toch kon hij negentien Duitsers doden en één gevangennemen. Een maand later, op 11 oktober 1916, werd hij in de buurt van Le Sars het slachtoffer van een granaatontploffing waarbij hij werd bedolven. Hij was 24 jaar toen hij op 19 oktober 1916 in het No.1 General Hospital stierf.
- Thomas Bleackley, compagnie sergeant-majoor bij de Lancashire Fusiliers en L. A. Walford, sergeant bij het Gloucestershire Regiment werden onderscheiden met de Distinguished Conduct Medal (DCM).
- de korporaals Albert Edward Barber en Frederick Henry Mann en soldaat John Henry Battle ontvingen de Military Medal (MM).

### Minderjarige militairen
- de soldaten Thomas Longman van het Hampshire Regiment en George Jeffrey van de Sherwood Foresters (Notts and Derby Regiment) waren 17 jaar toen ze sneuvelen.

### Alias
- soldaat Eric Weintz diende onder het alias Eric White bij het West Yorkshire Regiment (Prince of Wales's Own).

## Etretat Churchyard Extension
In december 1918 werd wegens plaatsgebrek de aangrenzende uitbreiding in gebruik genomen.
Er worden 300 doden herdacht. De graven worden door de Commonwealth War Graves Commission onderhouden, die de uitbreiding ingeschreven heeft als Etretat Churchyard Extension.
Er liggen 296 gesneuvelden uit de Eerste Wereldoorlog waarvan 242 Britten, 37 Australiërs, 1 Zuid-Afrikaan en 12 Duitsers (waarvan 1 niet meer geïdentificeerd kon worden). Er liggen ook 4 gesneuvelden uit de Tweede Wereldoorlog waarvan slechts 1 geïdentificeerd kon worden.

### Onderscheiden militairen
- Clarence Wallach, kapitein bij de Australian Infantry werd onderscheiden met het Military Cross (MC).
- Wilfred Harold Ramsden, korporaal bij de Australian Field Artillery werd onderscheiden met de Distinguished Conduct Medal (DCM) en de Military Medal (MM).
- Benjamin King Barnes, onderluitenant bij de Northumberland Fusiliers en T. W. Creed, geleider bij de Royal Field Artillery werden onderscheiden met de Distinguished Conduct Medal (DCM).
- nog 10 manschappen ontvingen de Military Medal (MM). Sergeant William John Curtis en korporaal Arthur Smith ontvingen tweemaal deze onderscheiding (MM and Bar).